# Adler-Apotheke (Bayreuth)

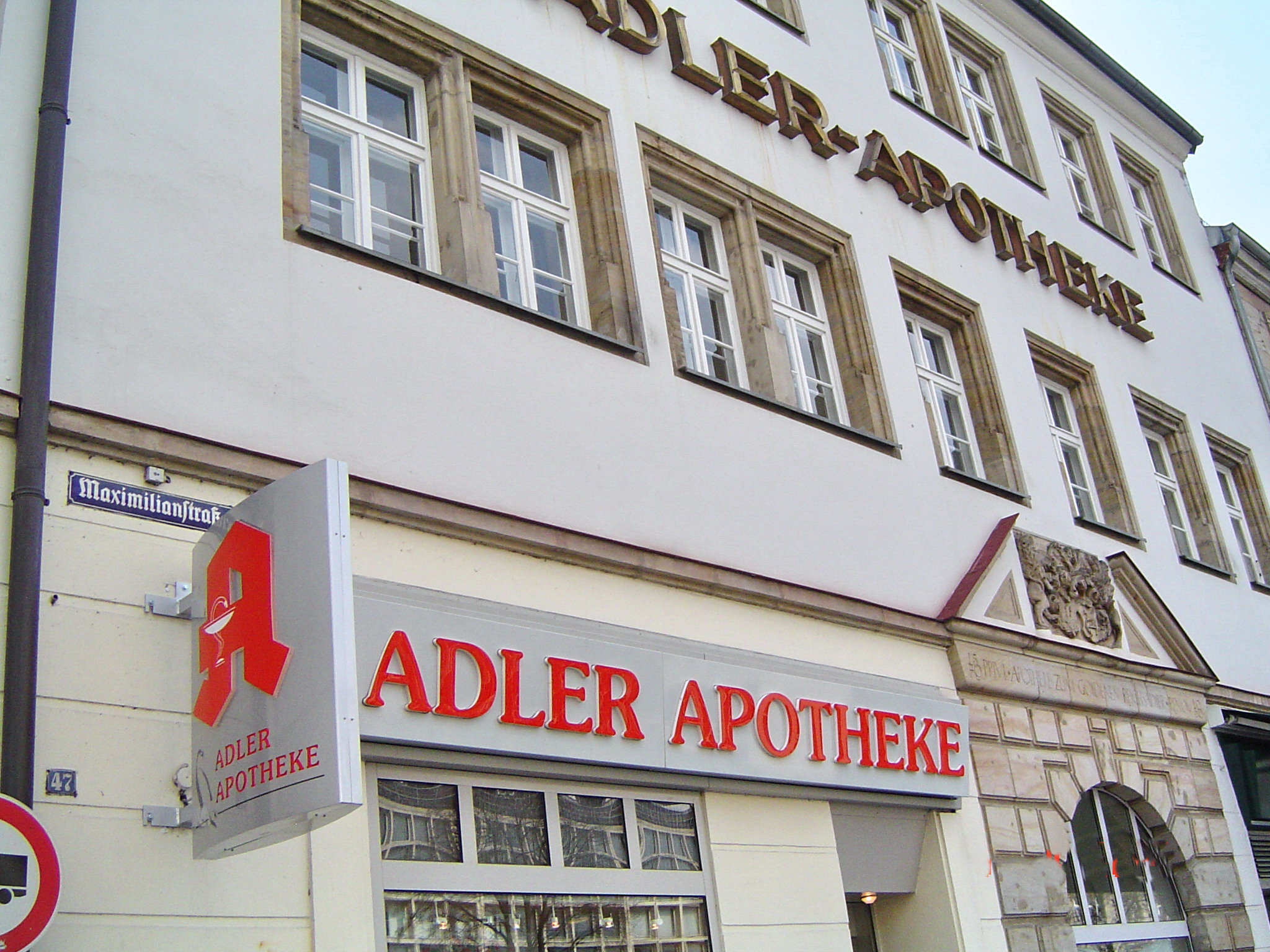
Adler-Apotheke

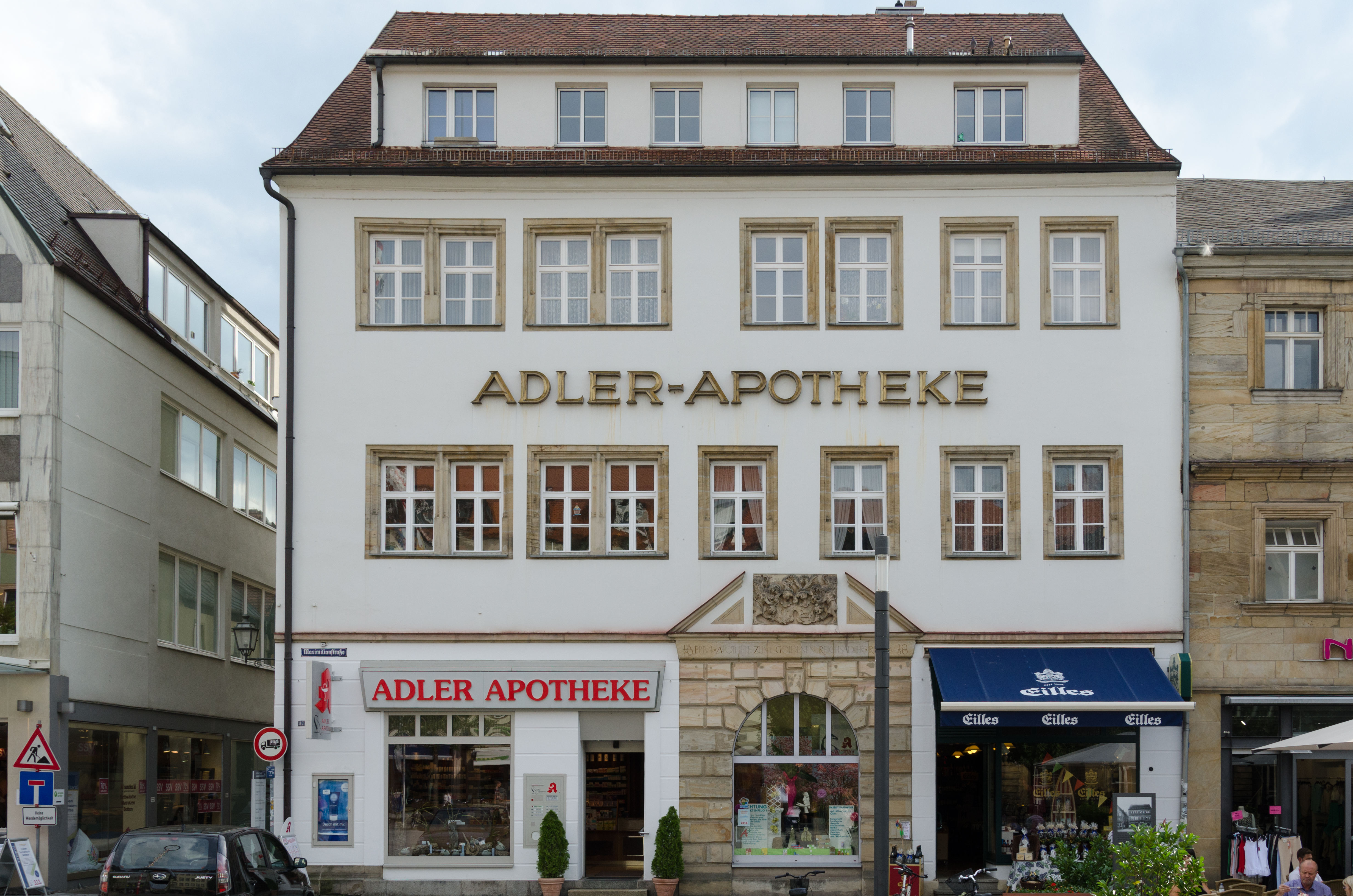
Maximilianstraße 47

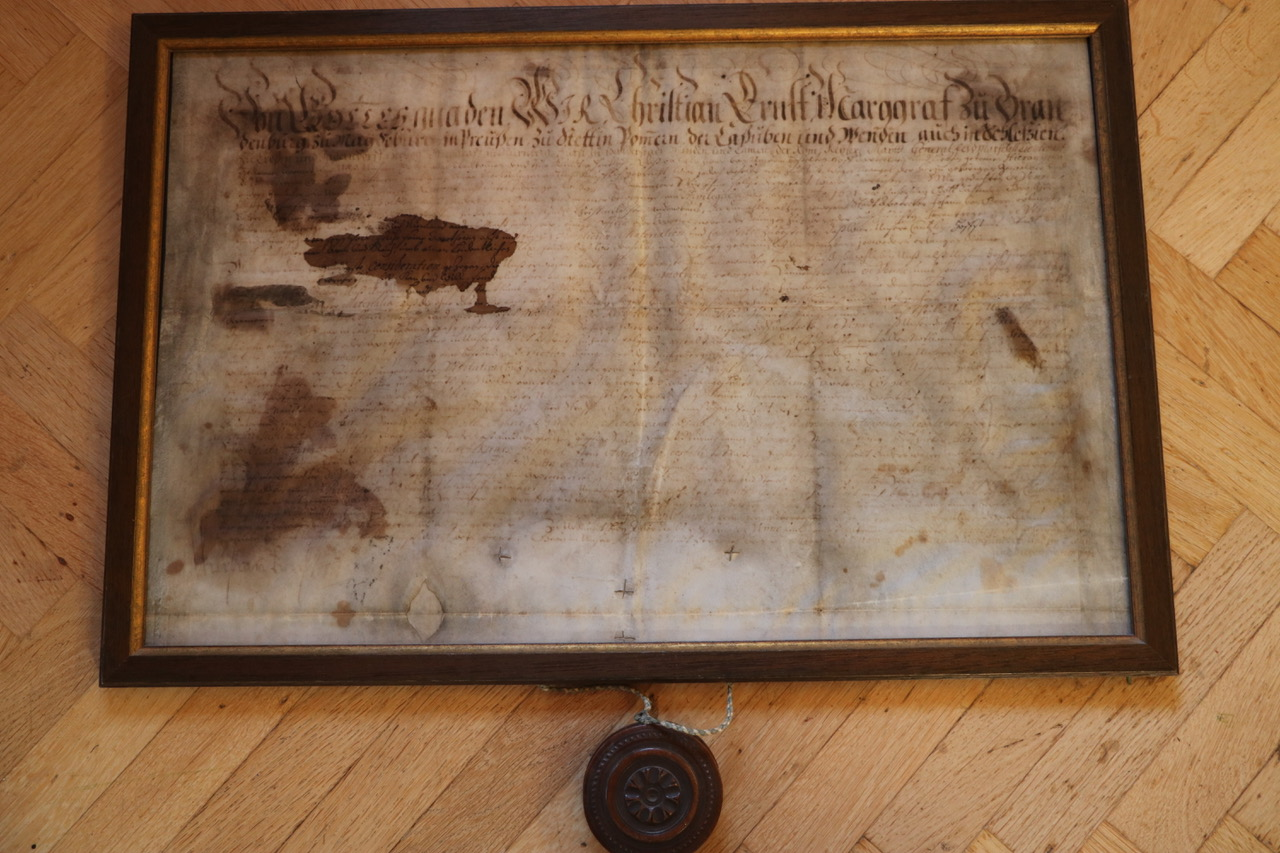
Original Privilegium Adler Apotheke 27. Oktober 1679, Erneuerung von 1621

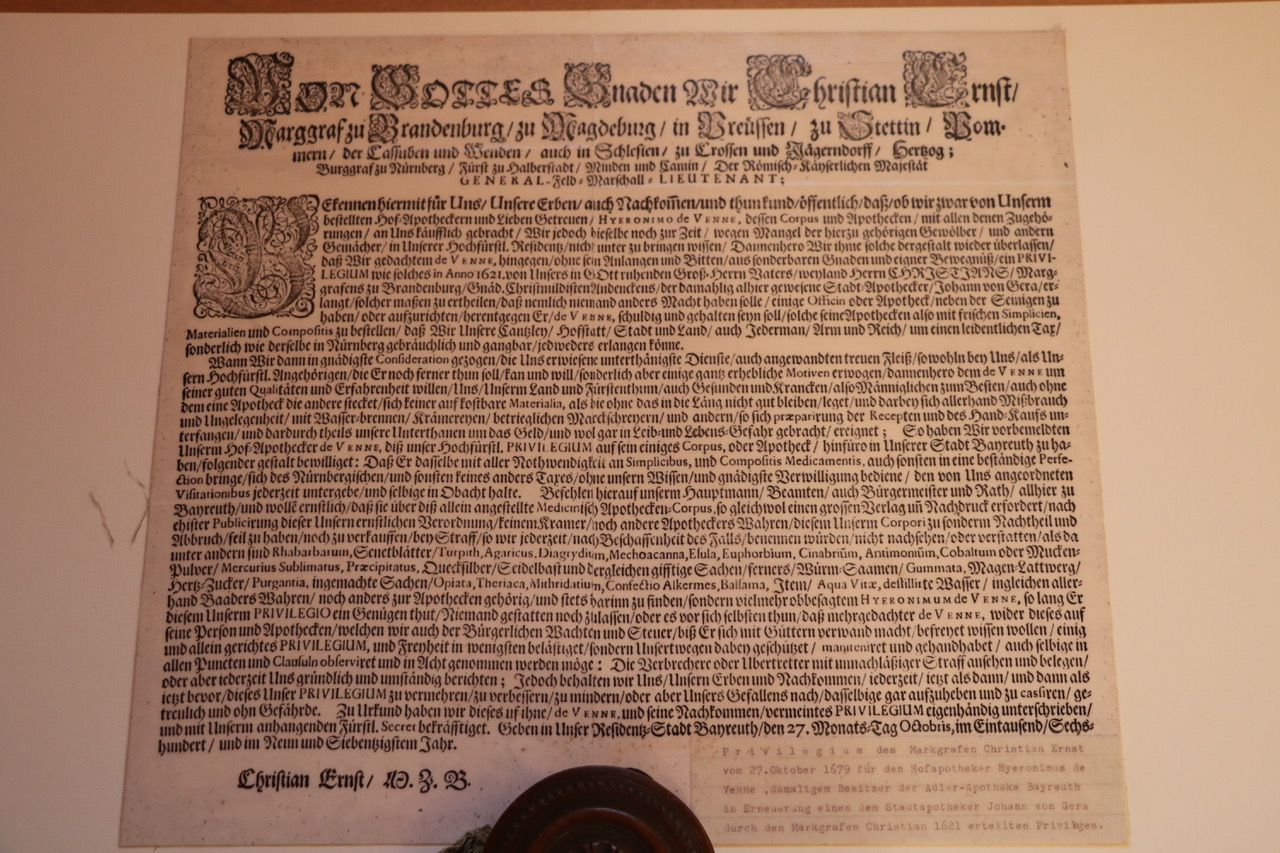
Inhalt des Privilegium vom 27. Oktober 1679. Erneuerung des 1621 erteilten Privilegs des Markgrafen Christian

Die Adler-Apotheke in Bayreuth ist die älteste Apotheke der Stadt. Sie wurde 1579 von dem Apotheker Johann Drosendorf als Apotheke zum goldenen Reichsadler errichtet. Das dreigeschossige Eckhaus in der Maximilianstraße 47 steht wegen seiner stadtgeschichtlichen Bedeutung unter Denkmalschutz.

## Geschichte
In den ersten Jahrhunderten seines Bestehens war Bayreuth ohne Ärzte und Apotheker. Erst in den letzten Jahren des 16. Jahrhunderts erschien in Bayreuth der erste Arzt, nachdem einige Jahrzehnte vorher die erste eigentliche Apotheke, die Adler-Apotheke, errichtet worden war. Der erste Apotheker, der eine pharmazeutische Ausbildung aufzuweisen hatte und mit Arzneimitteln handelte, hieß Friedrich Hainold. Sein Nachfolger, Johann Drosendorf, fertigte Arzneien selbst an. Er errichtete 1579 die erste „officinam pharmaceuticam zu Baireuth“, die obere Apotheke am Markt „zum goldenen Reichsadler“.
1605 erwarb Drosendorfs Gehilfe Johann von Gera „dan ganze Corpus der Apotecke“, d. h. das gesamte Inventar, für 720 Gulden und 20 Reichstaler. Damit legte er den Grundstock für sein künftiges Geschäft, die heutige Mohren-Apotheke. Er erhielt 1621 von Markgraf Christian zu Bayreuth ein Privilegium, „daß nur ein rechtschaffenes Corpus medicinale und Apotheke angerichtet werden soll“. Die Originalurkunde ist erhalten und befindet sich in der Adler-Apotheke.  Inzwischen waren in Bayreuth weitere Apotheken eingerichtet worden, die frühe Hof-Apotheke (1613) und die von Schmauß'sche Apotheke (1614) als zweite Stadtapotheke. Über das Schicksal der Hof-Apotheke ist nichts bekannt, die Schmauß'sche Apotheke fiel 1621 dem großen Stadtbrand zum Opfer. So wurde Johann von Gera 1621 wieder alleiniger Apotheker in Bayreuth.
Nach seinem Tod verwaltete seine Witwe die Apotheke. Seine Tochter heiratete im September 1642 den Apotheker J. L. Pfaffenreuther aus Regensburg und die Apotheke ging in dessen Besitz über. Pfaffenreuther erhielt teilweise ärztliche Privilege, die später jedoch zurückgenommen wurden. Wegen seiner hohen Preise bekam er Schwierigkeiten mit dem Bürgermeister und dem Rat der Stadt. Bei ihm war Wolfgang Perger von 1651 bis 1669 als Geselle tätig, der erste Besitzer der Mohren-Apotheke (seit Juli 1672).
Die Apotheke wurde 1672 an Hieronymus de Venne verkauft. Nach seinem Tod 1689 heiratete seine Witwe den Apotheker Gottfried Buchwälder, dieser starb jedoch noch im gleichen Jahr und die unternehmungslustige Witwe heiratete zum dritten Mal. Ihre Wahl fiel auf den Apotheker Edler Herr von Hopfer, der die Apotheke 1690 dadurch in seinen Besitz brachte. Auch diese Ehe war von kurzer Dauer, bereits 1694 starb von Hopfer und die Witwe verkaufte die Apotheke an Johann L. Kellner. Diesen zog es jedoch bald nach Nürnberg zurück (1697) und im gleichen Jahr erwarb der Apotheker Heinrich Bernhard Nohr die Apotheke zum goldenen Reichsadler. Er besaß die Apotheke bis zu seinem Tode im Jahr 1720. Das in Stein gehauene Familienwappen von Nohr mit den Initialen „HBN“ ist bis heute am Haus Maximilianstraße 47 zu sehen.

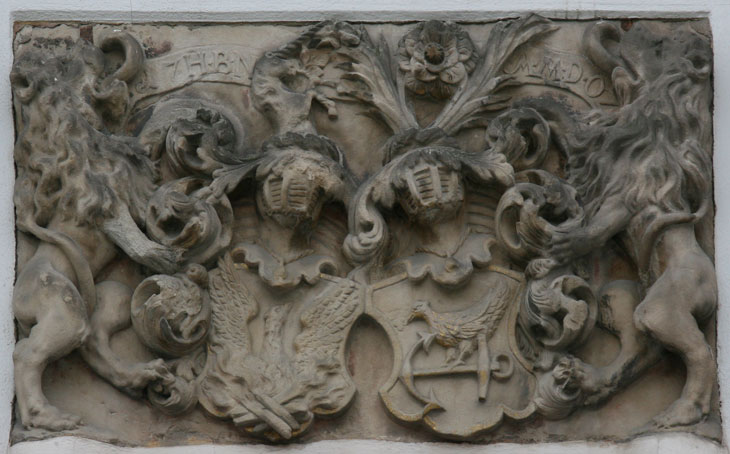
Wappen am Haus der Adler-Apotheke

Weitere Besitzer der Adler-Apotheke waren: 1723–1740 Johann Gottlieb Wittig, 1752–1757 Elias Gottfried Wittig, 1757–1760 Ernst Wilhelm Weinel, 1760–1774 Gottfried Rudolf Schröder, 1714–1777 Naumann, 1777–1802 Johann Samuel Graf, 1802–1813 Karl Vogel, Verwaltung der Apotheke bis 1827, 1827–1835 Eduard Vogel, 1835–1840 Wenz, 1840–1854 Schüller, 1854–1862 von Löwenich, 1862–1866 Herding, 1866–1876 Bauer, 1876–1881 Oskar Dunst, 1881–1902 Fritz Hofmann.
Kurz nach Beginn des 20. Jahrhunderts, am 1. April 1902, erwarb die Apotheke der Regierungsapotheker Pharmazierat Ludwig Raum aus Nürnberg (Gemälde in der Offizin der Adler-Apotheke). Im Gegensatz zu den meisten ihrer Vorgänger hielt die Familie Raum in drei Generationen die Apotheke langjährig in Besitz bis zum 30. Juni 1993.
Am 1. Juli 1993 wurde die Adler-Apotheke von den beiden Apothekern Wolfgang Bauer und Thomas Dennstedt übernommen. Bis Herbst 1997 wurde die Adler-Apotheke in Form einer oHG geführt. Seit September 1997 ist Wolfgang Bauer der alleinige Inhaber, Dennstedt schied aus der oHG aus und übernahm im September 1997 die Apotheke im Rotmain-Center. Im April 2004 wurde die Hof-Apotheke Bayreuth die erste Filialapotheke der Adler-Apotheke, der im Juli 2006 die Hummelgau-Apotheke Mistelbach folgte.